# Tekantó (község)
Tekantó község Mexikó Yucatán államának középső részén. 2010-ben lakossága kb. 3700 fő volt, ebből mintegy 3100-an laktak a községközpontban, Tekantóban, a többi 600 lakos a község területén található 4 kisebb településen élt.

## Fekvése
Az állam középső részén, a fővárostól, Méridától keletre fekvő község teljes területe a tenger szintje felett körülbelül 10–12 méterrel elterülő síkvidék. Az éves csapadékmennyiség 1000 és 1100  mm körül van, de a községnek vízfolyásai nincsenek. A mezőgazdaság a terület mintegy 37%-át hasznosítja, a többi részt főként vadon borítja.

## Élővilág
Erdei (a terület északkeleti és északnyugati csücskében) alacsony lombhullató növényekből állnak. Jellemző fajai az amapola, a Cordia gerascanthus (bojom), a ceiba, a Metopium brownei (chechem vagy chechén), a Sida acuta (chichibé), a pochote és a tűzvirágfa.
Állatvilágára többek között a különféle nyulak, kígyók, szarvasok, mosómedvék, övesállatok, szárazföldi teknősök, leguánok, galambok (például a tzutzuy) és fürjek jellemzők.

## Népesség
A község lakóinak száma a közelmúltban az országos folyamatokkal ellentétben folyamatosan csökkent. A változásokat szemlélteti az alábbi táblázat:
| Év   | Lakosság |
| ---- | -------- |
| 1990 | 4022     |
| 1995 | 3971     |
| 2000 | 3889     |
| 2005 | 3780     |
| 2010 | 3683     |

## Települései
A községben 2010-ben 5 lakott helyet tartottak nyilván, de közülük a Montecristo nevű településen mindössze hat személy élt. A többi helység:
| Település               | Lakosság (2010) |
| ----------------------- | --------------- |
| Tekantó (községközpont) | 3105            |
| Tixkochoh               | 349             |
| San Francisco Dzón      | 175             |
| Sanlatah                | 48              |